# Coccoloba alnifolia
Coccoloba alnifolia är en slideväxtart som beskrevs av Giovanni Casaretto. Coccoloba alnifolia ingår i släktet Coccoloba och familjen slideväxter. Inga underarter finns listade i Catalogue of Life.